# Magda Mołek
Magda Mołek, właśc. Magdalena Taborowska (ur. 30 kwietnia 1976 w Żaganiu) – polska dziennikarka, prezenterka telewizyjna i youtuberka.

## Życiorys
Urodziła się w Żaganiu, a gdy miała kilka miesięcy, przeniosła się z rodziną do Legnicy, gdzie w 1995 ukończyła II Liceum Ogólnokształcące im. Stanisława Wyspiańskiego. Na trzy miesiące podjęła zaocznie studia ekonomiczne na Uniwersytecie Zielonogórskim, po czym zaczęła studiować politologię ze specjalnością dziennikarstwo na Uniwersytecie Warszawskim. Ukończyła studia na Wydziale Dziennikarstwa i Nauk Politycznych Uniwersytetu Warszawskiego.

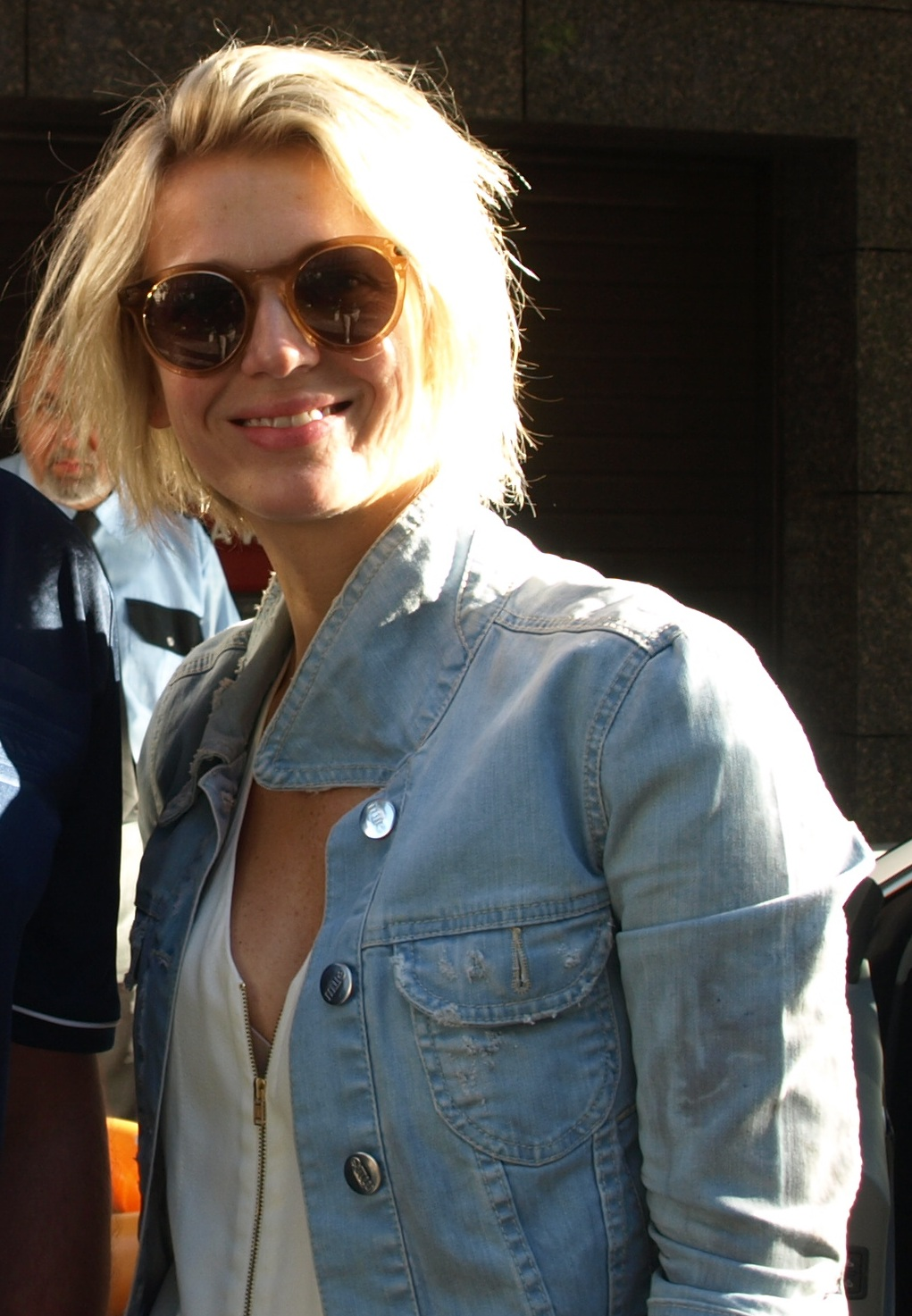
Magdalena Mołek (2014)

Karierę w mediach rozpoczynała od pracy w regionalnej radiostacji eL w Legnicy. Następnie zaczęła pracę w telewizji, dołączając do redakcji w Telewizji Regionalnej Województwa Legnickiego w Lubinie. Jesienią 1995 wyjechała do pracy do Wrocławia, gdzie została reporterką w Telewizji Dolnośląskiej. Później prowadziła regionalny serwis informacyjny Fakty w TVP Wrocław (w którym relacjonowała m.in. przebieg wielkiej powodzi we Wrocławiu) oraz teleturniej Krzyżówka szczęścia w TVP Polonia. Krótko pracowała w stacjach telewizyjnych  RTL 7 (prowadziła program ZOOM i serwis informacyjny 7 minut – Wydarzenia dnia) oraz Canal+ (jako prowadząca magazyn Reflektor).
W latach 2001–2002 prowadziła Wydarzenia w TV Puls, po zdjęciu tego programu z anteny przeszła do Telewizji Polskiej, dla której prowadziła programy Kawa czy herbata? i Spełniamy marzenia, a także festiwale piosenki w Opolu i Sopocie.
W 2004 została prezenterką telewizji TVN. Najpierw prowadziła program Moja krew oraz współprowadziła Taniec z gwiazdami, z którego prowadzenia zrezygnowała po pierwszej edycji. W latach 2005–2019 współprowadziła poranny program Dzień dobry TVN. Prowadziła także galę Miss Polonia, koncerty w ramach Sopot Festival oraz cykle narodowych testów. Równolegle pracowała w TVN Style, dla którego współprowadziła programy Lekcja stylu (2006) i Miasto kobiet (2010–2011) oraz prowadziła program W roli głównej (2007–2019).
W 2020 założyła kanał W moim stylu na YouTube oraz współprowadziła podcast Rozważna i Erotyczna w aplikacji Empik GO. W 2021 zaczęła prowadzić podcast Z pokolenia na pokolenie. Wiosną 2025 uczestniczyła w 16. edycji programu Dancing with the Stars. Taniec z gwiazdami w telewizji Polsat. 

## Życie prywatne
W latach 2001–2005 jej mężem był Daniel Lewczuk. W 2011 wyszła za Macieja Taborowskiego, z którym rozwiodła się w 2024. Mają dwóch synów: Henryka (ur. 2011) i Stefana (ur. 2018).

## Nagrody
- 2003: Wiktor 2002 w kategorii „największe odkrycie telewizyjne”[23]
- 2008: „Oskar Fashion” przyznany przez redakcję „Fashion Magazine”[24]
- 2009: Tytuł „Kobieta 2008 roku” w plebiscycie „Męska Rzecz 2008” organizowanym przez motoryzacyjny kanał TVN Turbo
- 2017: Nagroda w plebiscycie ELLE Style Awards w kategorii „Ikona Stylu”
- 2020: Nagroda w plebiscycie Róże Gali w kategorii „Debiut” za „brawurowy debiut na YouTube”[25]
- 2021: Nagroda w plebiscycie ShEO Awards w kategorii „Gwiazda nowych mediów”[26]
- 2022: Nagroda w plebiscycie #Hashtagi Roku w kategorii „Dziennikarz Influencer”[27]
- 2022: Kobieta Roku „Glamour” w kategorii „Ikona”[28]

## Nawiązania w popkulturze
W serialu Netflixa Wielka woda (2022), poświęconemu powodzi tysiąclecia we Wrocławiu, postać dziennikarki Ewy była inspirowana m.in. Magdą Mołek, która w lipcu 1997 relacjonowała to wydarzenie.